# Antonio Aparisi-Serres
Pour les articles homonymes, voir Antonio Aparisi (homonymie) et Serres.
Antonio Aparisi-Serres, né le 27 octobre 1883 à Dax et mort le 15 juin 1956 dans la même ville, est un médecin, écrivain et historien local franco-espagnol. 
Il est l’auteur de plusieurs ouvrages à propos du folklore ou de l’histoire locale des Landes. Il est le septième président de la société de Borda, de 1944 à 1956.

## Biographie

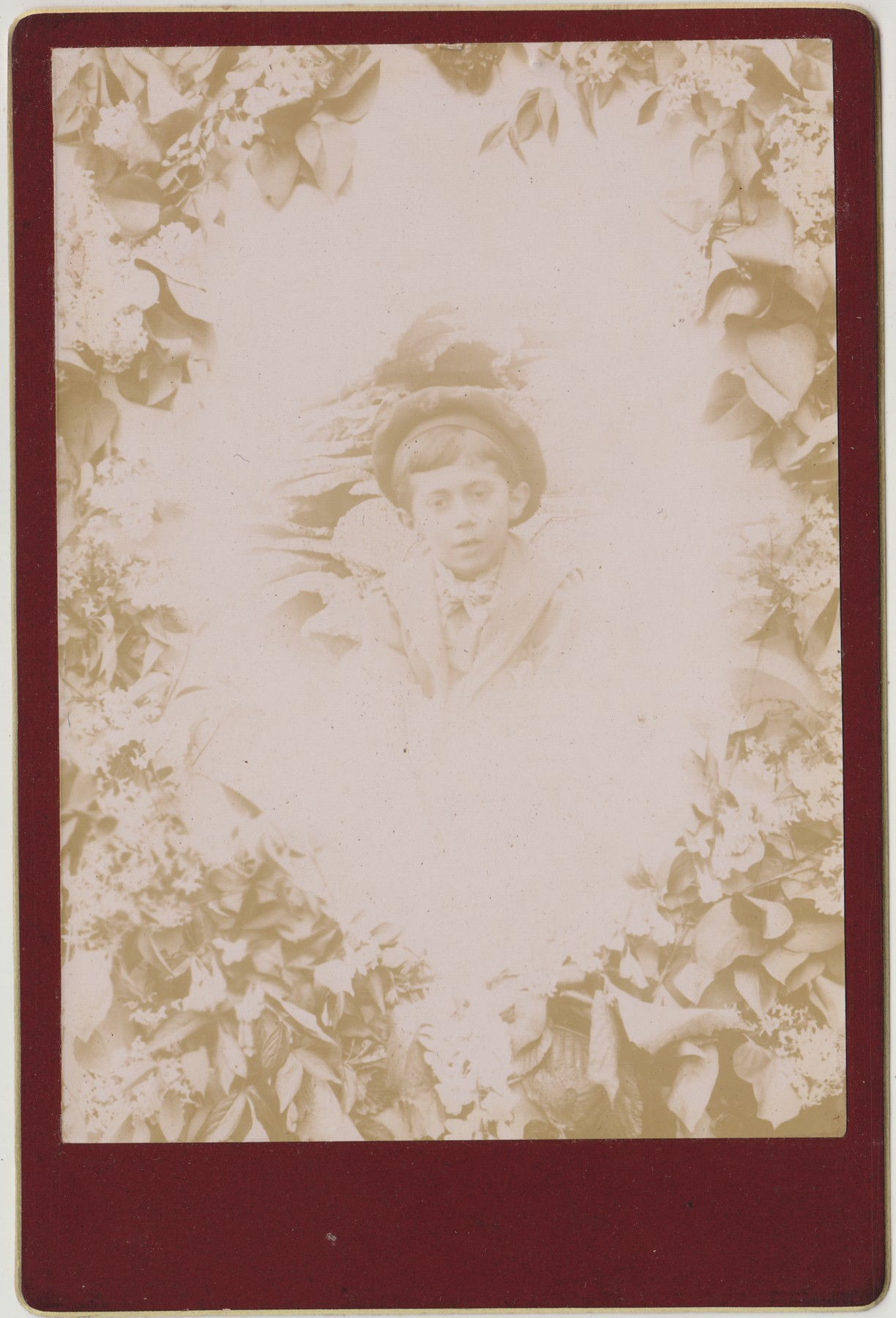
Antonio Aparisi-Serres en 1890.

Antonio Aparisi-Serres naît le 27 octobre 1883 à Dax. Son grand-père maternel est Hector Serres, pharmacien, scientifique, membre fondateur de la Société de Borda et maire de Dax de 1868 à 1870. Son grand-père paternel est Antonio Aparisi Guijarro, homme politique et journaliste espagnol ayant fui en France après la troisième guerre Carliste. Antonio-Aparisi Serres fait des études secondaires qualifiées d’« excellentes » au collège Notre-Dame-de-Dax. Il étudie la médecine à la faculté de Bordeaux, et il est reçu docteur en médecine en 1906 après la soutenance d'une thèse dédiée aux rhumatismes. Il suit ses parents retournant s’installer en Espagne et exerce la médecine à Saint-Sébastien, jusqu’en 1925, année pendant laquelle il rentre à Dax et stoppe son activité médicale.
Il s’adonne alors « à la littérature, à la poésie, au journalisme ». Il publie en 1926 Des Fables et des Vérités à propos du folklore landais et, membre de l’Escòla Gaston Fèbus, il écrit également en gascon. Il contribue à de nombreux journaux et revues locales et contribue au développement du tourisme et des syndicats d’initiatives dans les Landes. Il est le président de la Fédération des syndicats d'initiative Guyenne-Gascogne-Côte d'argent. Il est le propriétaire un herbier aujourd’hui conservé par le musée de Borda. Il est composé de 96 planches comptant environ 360 spécimens d’algues récoltées au début du xxe siècle principalement dans la Manche et les Côtes-d'Armor,. D’après le conservatoire botanique national sud-atlantique, il s’agirait plutôt d’environ 250 planches récoltées dans les Pyrénées-Atlantiques vers 1910.
Il organise une grande fête romaine à l’occasion du deuxième millénaire de Dax, et il publie aux éditions David Chabas une monographie intitulée Dax en collaboration avec Émile Daru. Il devient membre de la Société de Borda en 1926 et il publie de nombreux articles d’histoire locale dans le Bulletin de la société. Successivement membre du comité de rédaction, le secrétaire, l’archiviste (de 1931 à 1934), le secrétaire général (de 1935 à 1944) de la société, il en est élu président le 15 avril 1944 pour succéder à Louis Dufourcet, poste qu’il occupe jusqu’à sa mort. Il contribue à la sauvegarde de la Société pendant l’Occupation allemande. En 1945, il est l’auteur d’une biographie du botaniste dacquois Jean Thore. Il organise des excursions historiques et culturelles dans les Landes et les départements voisins. Il organise les congrès de la Fédération Gascogne-Adour en 1950 et de la Fédération historique du Sud-Ouest en 1952. Il meurt le 15 juin 1956 à Dax après une grave maladie.

## Publications
- Des Fables et des Vérités, Avignon, Aubaines, 1926, 87 p. (BNF 31725370).
- Dax, Capbreton, Chabas, 1933, 56 p. (BNF 34098474) (avec Émile Daru).
- Bi-centenaire de la naissance du chevalier Jean-Charles de Borda, Dax, Société de Borda, 1933, 89 p. (OCLC 495234312) (avec  Ferdinand Puyau, Émile Daru, Jean Migignac, Jean-Baptiste Adolphe Vivielle et Paul Burguburu).
- Le savant Jean Thore (1762-1823) : sa vie, ses oeuvres, son milieu, Dax, Labèque, 1945, 151 p. (OCLC 758527303).
- Préface de Le Traitement du rhumatisme chronique à Dax, Paris, Legrand, 1950, 208 p. (BNF 32434040).

## Postérité

### Décorations
Antonio Aparisi-Serres reçoit plusieurs décorations :
- Officier d'académie,
- Chevalier de l’ordre du Mérite touristique.

### Hommages
À Dax, une rue du Docteur-Aparisi-Serres est nommée en son honneur.